# Siruma Hombar
Siruma Hombar is een bestuurslaag in het regentschap Samosir van de provincie Noord-Sumatra, Indonesië. Siruma Hombar telt 1350 inwoners (volkstelling 2010).